# حنك صلب
الحنك الصلب أو الحنك القاسي هو الجزء العظمي من الحنك ويشكل الثلثين الأماميين منه. يتوضع عند البالغ في مستوى الفقرة الرقبية الثانية وهو أعلى من ذلك بقليل عند الطفل. يتألف من الناتئين الحنكيين للعظمين الفكيين العلويين في الأمام ومن الصفيحتين الأفقيتين للعظمين الحنكيين في الخلف. يفصل الحنك الصلب جوف الفم عن جوف الأنف ويتغطى في الأسفل بالمخاطية السمحاقية وفي الأعلى بمخاطية جوف الأنف.

## صور إضافية

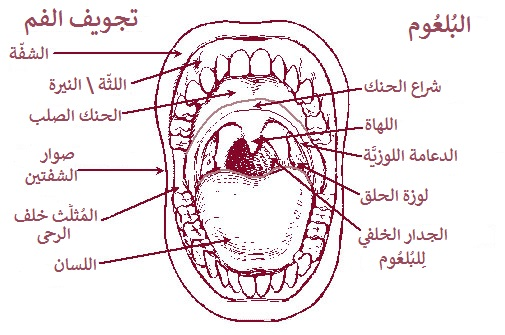
الفم
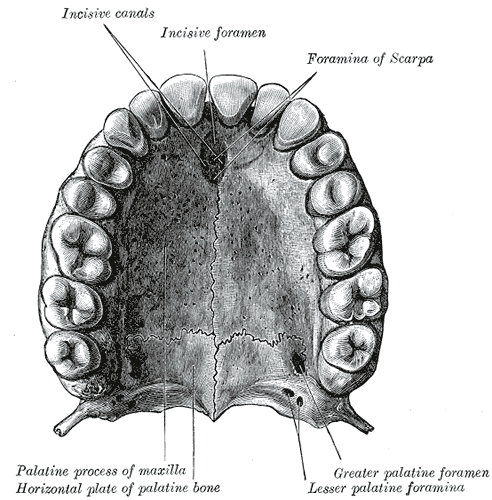
الحنك العظمي والقوس الحويصلي (للحويصلات السنية).
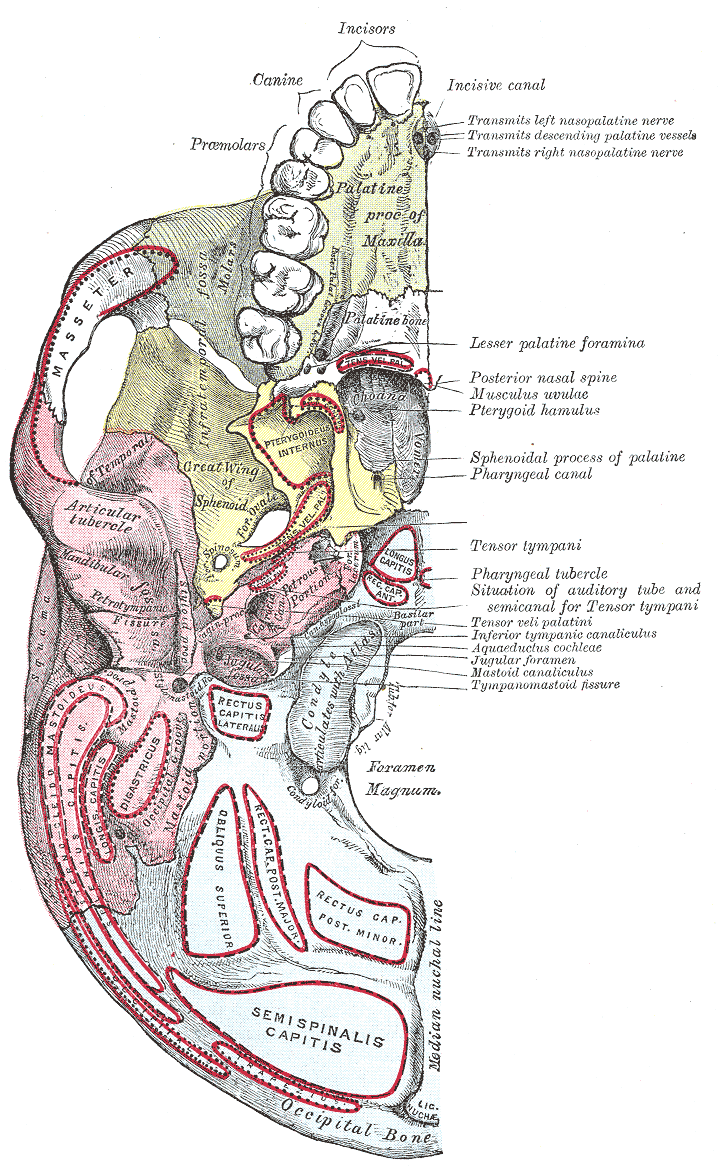
قاعدة الجمجمة. السطح السفلي
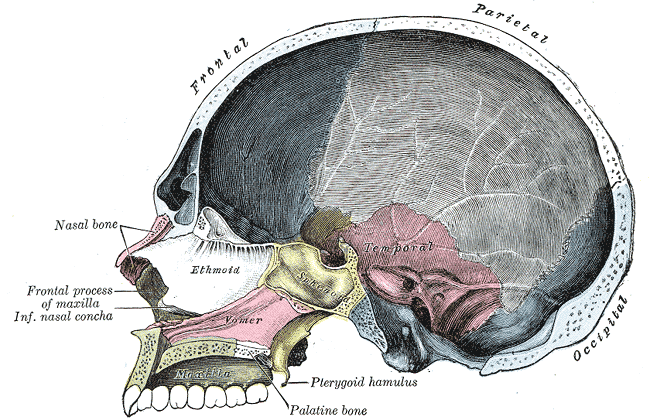
مقطع سهمي في الجمجمة.
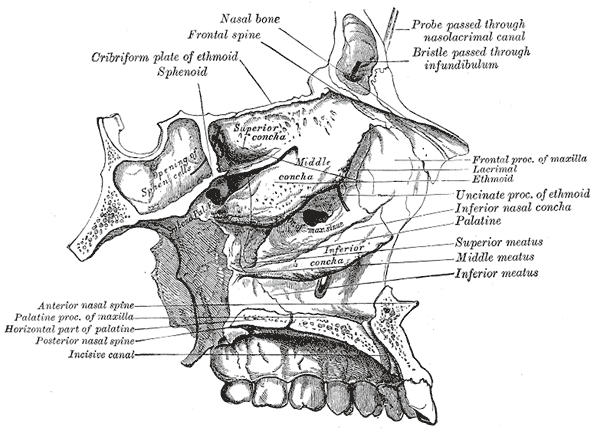
السقف والأرضية والجدار الجانبي للتجويف الأنفي.
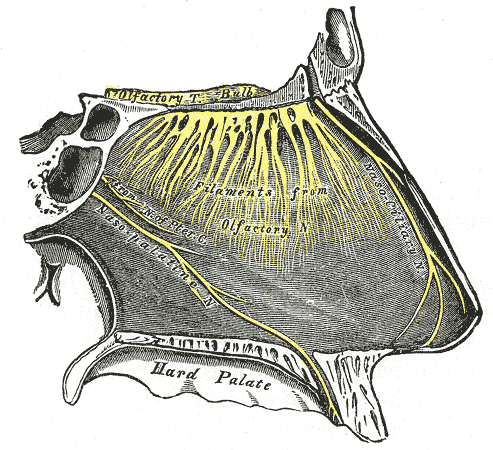
أعصاب الحاجز الأنفي. الجانب الأيمن.
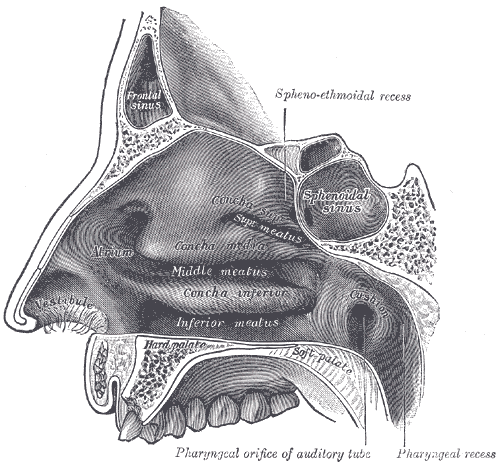
الجدار الجانبي للتجويف الأنفي.
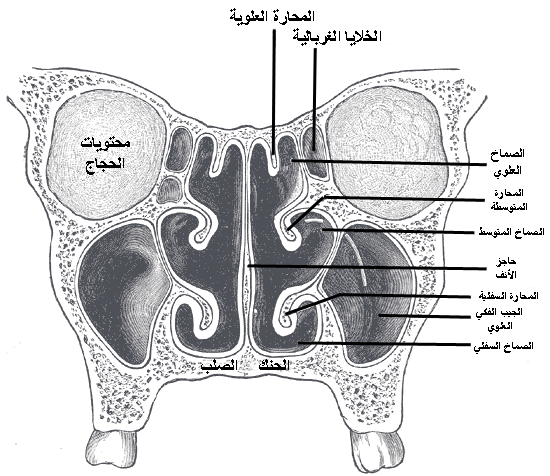
مقطع إكليلي في تجاويف الأنف.
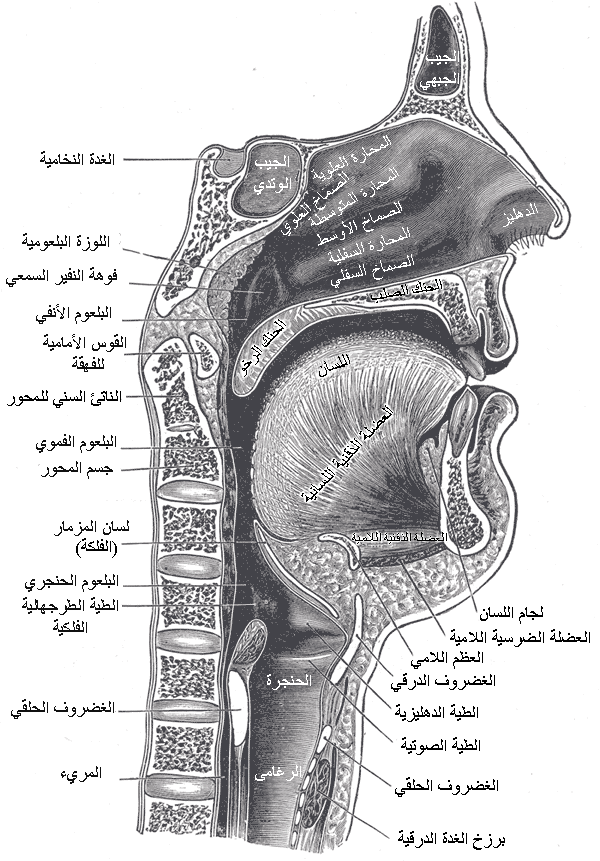
مقطع سهمي في الأنف والفم والبلعوم والحنجرة.

## روابط خارجية
- Anatomy diagram: 25420.000-1 at Roche Lexicon - illustrated navigator, Elsevier